# Даглас Сити (Калифорнија)
Даглас Сити (енгл. Douglas City) насељено је место без административног статуса у америчкој савезној држави Калифорнија.

## Демографија
По попису из 2010. године број становника је 713.
| Група             | 2000.    | 2010.       |
| Белци             | 0 (0,0%) | 612 (85,8%) |
| Афроамериканци    | 0 (0,0%) | 0 (0,0%)    |
| Азијати           | 0 (0,0%) | 8 (1,1%)    |
| Хиспаноамериканци | 0 (0,0%) | 47 (6,6%)   |
| Укупно            | 0        | 713         |